# 台湾百岳
台湾百岳（たいわんひゃくがく）とは、登山家の林文安らによって、台湾の標高1万尺（約3,030 m）以上の山から100山を選定したものである。

## 概要
深田久弥著『日本百名山』の影響を受け、1970年代に構想が生まれた。三角点のある山、名前の付いた山が優先的に選ばれ、また最高峰の山頂だけでなく、周辺の稜線を登ることを奨励するため高山の副峰なども含めた。1971年、中華民国の建国100周年を祝うために中央山脈を縦走する計画し、南北2チームに分かれて標高3,000 m以上の山を登り七彩湖で合流するよう台湾の登山家たちに持ち掛けた。縦走が終わった後、林文安、蔡景璋、邢天正、丁同三、簡進清らによって協議が進められた。邢天正の提案により、大縦走の南隊が10月26日に最後に登頂し、その際に「六順山」と命名され、台湾百岳に選ばれた。その際、鈴鳴山と閂山の間にあった人待山は削除された。1972年、林文安、蔡景璋、簡進清によって「百岳クラブ」が設立し、林文安が会長となった。同年12月5日に台湾山岳会の設立46周年記念式典が観音山で開かれ、この日に羊頭山にて設立を正式に宣言し、この時には既に台湾百岳の選定が終わっていた。1980年代以降の再測量により、六順山と鹿山は標高3,000 mを下回ったものの削除はされず、台湾の五大山脈のうち、中央山脈からは69座、雪山山脈から20座、玉山山脈から11座が選定され、阿里山山脈と海岸山脈はどの山も1万尺に達していないため、一つも台湾百岳に含まれていない。
選定後は台湾で登山ブームが起こり、踏破を目指す登山愛好家もいたものの、全てを登頂することは容易ではないため、百岳の中でも特に壮麗さや独特さを基にした「五岳三尖一奇」が選ばれ、多くの登山者の目標となり、他にも「十峻」や「四秀」なども存在する。
台湾には標高3,000 mを超える峰が268座あり、台湾百座から除外された山も存在する。何季霖は選定された山について疑問を抱いており、櫧山や穆特勒布山を追加すべき、駒盆山、鹿山、南湖北山、審馬陣山、剣山、布拉克桑山は「岳」と呼ぶには不十分で除外すべきと考えている。

## 台湾百岳一覧
- 中華民国山岳協会の「台灣百岳高度順序表」では志佳陽大山は三角点の標高で記載しており、その場合は55位となり、白姑大山から卑南主山（中国語版）までの10座は順位が1つ上がる。郡大山（中国語版）は百岳クラブ創設時の標高3,294 mで記載しており、順位は54位であったが、2018年の測量にて3,278 mであった[5]ため、58位となっている。六順山（中国語版）についても最新の測量で3,009 mとなっている。

| 番号   | 山容 | 山名（日本語）                      | 山名（中国語） | 標高                  | 所在地               | 備考                                |
| ------ | ---- | ----------------------------------- | -------------- | --------------------- | -------------------- | ----------------------------------- |
| 1      |      | 新高山 にいたかやま                 | 玉山           | 3,952                 | 南投県 高雄市 嘉義県 | 新高山 玉山主峰 台湾最高峰          |
| 2      |      | 次高山 つぎたかやま                 | 雪山           | 3,886                 | 苗栗県 台中市        | 次高山 雪山主峰                     |
| 3      |      | 新高東山 にいたかとうざん           | 玉山東峰       | 3,869                 | 南投県 高雄市        | 新高東山 台東新高 蕃薯寮新高 天壘峰 |
| 4      |      | 新高北山 にいたかほくさん           | 玉山北峰       | 3,858                 | 南投県               | 新高北山 斗六新高 天駝峰            |
| 5      |      | 新高南山 にいたかなんざん           | 玉山南峰       | 3,844                 | 高雄市               | 新高南山 天龍峰                     |
| 6      |      | 秀姑巒山 しゅうころんざん           | 秀姑巒山       | 3,826                 | 花蓮県 南投県        | 馬霍拉斯山                          |
| 7      |      | マボラス山 マボラスさん             | 馬博拉斯山     | 3,785                 | 花蓮県 南投県        | 烏拉孟山                            |
| 8      |      | 南湖大山 なんこたいさん             | 南湖大山       | 3,742                 | 台中市               |                                     |
| 9      |      | 東小南山 ひがししょうなんざん       | 東小南山       | 3,711                 | 高雄市               |                                     |
| 10(11) |      | 中央尖山 ちゅうおうせんざん         | 中央尖山       | 3,705 (再測量で3,698) | 台中市 花蓮県        |                                     |
| 11     |      | 次高北山 つぎたかほくざん           | 雪山北峰       | 3,703                 | 苗栗県 台中市        | 次高北山                            |
| 12     |      | 関山 かんざん                       | 關山           | 3,668                 | 台東県 高雄市        | 南台首岳                            |
| 13     |      | 大水窟山 たいすいくつさん           | 大水窟山       | 3,642                 | 花蓮県 南投県        |                                     |
| 14     |      | 南湖東山 なんことうざん             | 南湖大山東峰   | 3,632                 | 台中市 花蓮県 宜蘭県 | 南湖東山                            |
| 15     |      | 東郡大山 ひがしぐんたいさん         | 東郡大山       | 3,619                 | 南投県               |                                     |
| 16     |      | 奇萊主山北峰 きらいしゅさんほっぽう | 奇萊北峰       | 3,607                 | 花蓮県               | 奇萊主山北峰                        |
| 17     |      | 向陽山 こうようざん                 | 向陽山         | 3,603                 | 高雄市 台東県        | 紅葉山                              |
| 18     |      | 大劍山 たいけんざん                 | 大劍山         | 3,594                 | 台中市               | 巴多瓦諾敏山                        |
| 19     |      | 雲峰 うんぽう                       | 雲峰           | 3,564                 | 高雄市               |                                     |
| 20     |      | 奇萊主山 きらいしゅさん             | 奇萊主山       | 3,560                 | 花蓮県 南投県        | 奇萊主峰                            |
| 21     |      | マリガナン山 マリガナンざん         | 馬利加南山     | 3,546                 | 花蓮県 南投県        |                                     |
| 22     |      | 南湖北山 なんこほくさん             | 南湖北山       | 3,536                 | 宜蘭県 台中市        |                                     |
| 23     |      | 大雪山 だいせつざん                 | 大雪山         | 3,530                 | 苗栗県 台中市        |                                     |
| 24     |      | 品田山 しなだやま                   | 品田山         | 3,524                 | 新竹県 台中市        | 波秦西崙山                          |
| 25     |      | 新高西山 にいたかせいざん           | 玉山西峰       | 3,518                 | 嘉義県 南投県        | 新高西山 天翠峰                     |
| 26     |      | 頭鷹山 とうようざん                 | 頭鷹山         | 3,510                 | 台中市 苗栗県        |                                     |
| 27     |      | 三叉山 さんさざん                   | 三叉山         | 3,496                 | 花蓮県 台東県 高雄市 |                                     |
| 28     |      | 大覇尖山 たいはせんざん             | 大霸尖山       | 3,492                 | 新竹県 苗栗県        | 酒桶山                              |
| 29     |      | 南湖南山 なんこなんざん             | 南湖大山南峰   | 3,475                 | 台中市 花蓮県        |                                     |
| 30     |      | 東巒大山 ひがしらんだいさん         | 東巒大山       | 3,468                 | 南投県               |                                     |
| 31     |      | 無明山 むめいざん                   | 無明山         | 3,451                 | 台中市 花蓮県        |                                     |
| 32     |      | 巴々山 ははさん                     | 巴巴山         | 3,449                 | 台中市 花蓮県        |                                     |
| 33     |      | 馬西山 ばせいざん                   | 馬西山         | 3,443                 | 花蓮県               |                                     |
| 34     |      | 北合歓山 きたごうかんざん           | 合歡山北峰     | 3,422                 | 南投県 花蓮県        | 北合歓山                            |
| 35     |      | 合歓山東峰 ごうかんざんとうほう     | 合歡山東峰     | 3,421                 | 南投県 花蓮県        |                                     |
| 36     |      | 小霸尖山 しょうはせんざん           | 小霸尖山       | 3,418                 | 苗栗県               |                                     |
| 37     |      | 合歓山 ごうかんざん                 | 合歡山         | 3,417                 | 南投県               | 合歓主峰                            |
| 38     |      | 南玉山 なんぎょくざん               | 南玉山         | 3,383                 | 高雄市               |                                     |
| 39     |      | 畢禄山 ひつろくさん                 | 畢祿山         | 3,371                 | 南投県 花蓮県        | 拉嘎山                              |
| 40     |      | 卓社大山 たくしゃたいざん           | 卓社大山       | 3,369                 | 南投県               |                                     |
| 41     |      | 奇萊主山南峰 きらいしゅさんなんぽう | 奇萊南峰       | 3,358                 | 南投県               |                                     |
| 42     |      | 南双頭山 みなみそうとうざん         | 南雙頭山       | 3,356                 | 花蓮県 高雄市        |                                     |
| 43     |      | 能高山南峰 のうこうさんなんぽう     | 能高南峰       | 3,349                 | 南投県 花蓮県        |                                     |
| 44     |      | 志佳陽大山 しかようたいさん         | 志佳陽大山     | 3,345                 | 台中市               |                                     |
| 45     |      | 白姑大山 はっくたいさん             | 白姑大山       | 3,341                 | 南投県 台中市        | 白狗大山                            |
| 46     |      | 八通関山 はっつうかんざん           | 八通關山       | 3,335                 | 南投県               |                                     |
| 47     |      | シンカン山 シンカンざん             | 新康山         | 3,331                 | 花蓮県               | 新關山 打訓山                       |
| 48     |      | 丹大山 たんたいさん                 | 丹大山         | 3,325                 | 南投県 花蓮県        |                                     |
| 49     |      | 桃山 とうざん                       | 桃山           | 3,325                 | 新竹県 台中市        |                                     |
| 50     |      | 佳陽山 かようざん                   | 佳陽山         | 3,314                 | 台中市               | 阿都般山                            |
| 51     |      | 火石山 かせきさん                   | 火石山         | 3,310                 | 苗栗県 台中市        |                                     |
| 52     |      | 池有山 いけありやま                 | 池有山         | 3,303                 | 新竹県 台中市        | 玉羅府山                            |
| 53     |      | 伊澤山 いざわやま                   | 伊澤山         | 3,297                 | 苗栗県 新竹県        |                                     |
| 54     |      | 卑南主山 ぴなんしゅざん             | 卑南主山       | 3,295                 | 高雄市 台東県        |                                     |
| 55     |      | 干卓萬山 かんたくばんざん           | 干卓萬山       | 3,284                 | 南投県               |                                     |
| 56     |      | 太魯閣大山 たいろかくたいざん       | 太魯閣大山     | 3,283                 | 花蓮県               |                                     |
| 57     |      | 轆々山 ろくろくさん                 | 轆轆山         | 3,279                 | 高雄市               | 馬江子山                            |
| 58     |      | 郡大山 ぐんたいさん                 | 郡大山         | 3,278                 | 南投県               |                                     |
| 59     |      | カシパナン山 カシパナンさん         | 喀西帕南山     | 3,276                 | 花蓮県               | 喀西怕南山                          |
| 60     |      | ナイレンリ山 ナイレンリさん         | 內嶺爾山       | 3,275                 | 花蓮県               |                                     |
| 61     |      | 鈴鳴山 すずなりやま                 | 鈴鳴山         | 3,272                 | 台中市 花蓮県        |                                     |
| 62     |      | 能高山 のうこうざん                 | 能高山         | 3,262                 | 南投県 花蓮県        |                                     |
| 63     |      | 火山 かざん                         | 火山           | 3,258                 | 南投県               | 萬東山西峰                          |
| 64     |      | 剣山 けんざん                       | 劍山           | 3,253                 | 台中市               | 小劍山                              |
| 65     |      | 屏風山 びょうぶやま                 | 屏風山         | 3,250                 | 花蓮県               |                                     |
| 66     |      | 小関山 しょうかんざん               | 小關山         | 3,249                 | 高雄市 台東県        |                                     |
| 67     |      | イシキンマツ山 イシキンマツさん     | 義西請馬至山   | 3,245                 | 花蓮県 南投県        |                                     |
| 68     |      | 牧山 まきやま                       | 牧山           | 3,241                 | 南投県               | 干卓萬東南峰                        |
| 69     |      | 新高前山 にいたかぜんざん           | 玉山前峰       | 3,239                 | 嘉義県 南投県        | 新高前山 前山                       |
| 70     |      | 石門山 せきもんざん                 | 石門山         | 3,237                 | 花蓮県 南投県        |                                     |
| 71     |      | 無双山 むそうざん                   | 無雙山         | 3,231                 | 南投県               | 馬西柔干山                          |
| 72     |      | 大関山 だいかんざん                 | 塔關山         | 3,222                 | 台東県 高雄市        | 大關山                              |
| 73     |      | マビーサン山 マビーサンさん         | 馬比杉山       | 3,211                 | 宜蘭県 花蓮県        |                                     |
| 74     |      | 尖山 せんざん                       | 達芬尖山       | 3,208                 | 南投県 高雄市 花蓮県 | 尖山                                |
| 75     |      | 次高東山 つぎたかとうざん           | 雪山東峰       | 3,201                 | 台中市               | 次高東山 明間山                     |
| 76     |      | 能高山北峰 のうこうざんほっぽう     | 南華山         | 3,184                 | 南投県 花蓮県        | 能高山北峰                          |
| 77     |      | 関山嶺山 かんざんれいざん           | 關山嶺山       | 3,176                 | 台東県 高雄市        |                                     |
| 78     |      | ハイノトーナン山 ハイノトーナンざん | 海諾南山       | 3,174                 | 台東県 高雄市        |                                     |
| 79     |      | 中雪山 ちゅうせつざん               | 中雪山         | 3,173                 | 苗栗県               |                                     |
| 80     |      | 閂山 かんぬきやま                   | 閂山           | 3,168                 | 台中市               |                                     |
| 81     |      | 中央南山 ちゅうおうなんざん         | 甘薯峰         | 3,158                 | 花蓮県 台中市        | 中央南山                            |
| 82     |      | 西合歓山 にしごうかんざん           | 合歡山西峰     | 3,145                 | 南投県               | 西合歓山                            |
| 83     |      | 審馬陣山 しんばじんさん             | 審馬陣山       | 3,141                 | 宜蘭県 台中市        | 夜珍加羅穗山                        |
| 84     |      | カラヘエ山 カラヘエさん             | 喀拉業山       | 3,133                 | 新竹県 宜蘭県        | 加留坪山                            |
| 85     |      | ウハノシン山 ウハノシンざん         | 庫哈諾辛山     | 3,115                 | 高雄市               |                                     |
| 86     |      | 加利山 かりさん                     | 加利山         | 3,112                 | 苗栗県               | 麥巴拉邊山                          |
| 87     |      | 白石山 はくせきさん                 | 白石山         | 3,110                 | 南投県 花蓮県        |                                     |
| 88     |      | 坂辺山 さかへんやま                 | 磐石山         | 3,106                 | 花蓮県               | 苫原山                              |
| 89     |      | パットル山 パットルさん             | 帕托魯山       | 3,101                 | 花蓮県               |                                     |
| 90     |      | 大武山 だいぶさん                   | 北大武山       | 3,092                 | 屏東県 台東県        | 大武山                              |
| 91     |      | 巒大山 らんだいさん                 | 西巒大山       | 3,081                 | 南投県               | 巒大山                              |
| 92     |      | ターフン山 ターフンざん             | 塔芬山         | 3,070                 | 花蓮県 高雄市        |                                     |
| 93     |      | 立霧主山 たっきりしゅざん           | 立霧主山       | 3,069                 | 花蓮県               |                                     |
| 94     |      | 安東軍山 あんとうぐんざん           | 安東軍山       | 3,068                 | 花蓮県 南投県        | 安東郡山                            |
| 95     |      | チヤカン山 チヤカンさん             | 光頭山         | 3,060                 | 南投県 花蓮県        | 知亞干山                            |
| 96     |      | 羊頭山 ようとうざん                 | 羊頭山         | 3,035                 | 花蓮県               |                                     |
| 97     |      | ブラクサン山 ブラクサンざん         | 布拉克桑山     | 3,026                 | 台東県 花蓮県        | 武拉姑散山                          |
| 98     |      | 駒盆山 くぼんざん                   | 駒盆山         | 3,022                 | 南投県               | 盆駒山                              |
| 99     |      | 六順山 ろくじゅんさん               | 六順山         | 3,009                 | 南投県 花蓮県        |                                     |
| 100    |      | 鹿山 ろくさん                       | 鹿山           | 2,981                 | 高雄市               |                                     |

## 全て百岳に含まれる他の選定

### 五岳
- 玉山：3,952 m、台湾最高峰。
- 雪山：3,886 m、台湾第2の高峰。
- 秀姑巒山：3,805 m、中央山脈の最高峰。

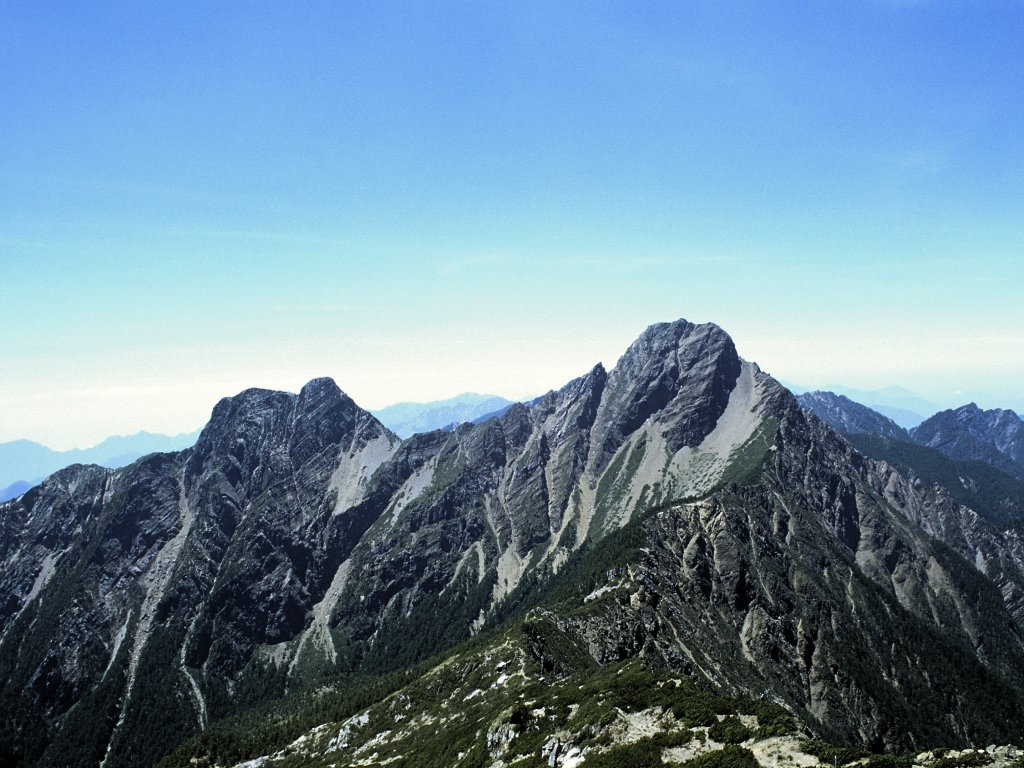
玉山

- 南湖大山：3,742 m、中央山脈北段の最高峰。
- 北大武山：3,092 m、中央山脈南段の最高峰。

日本統治時代の1927年4月創刊の台灣山岳会の会報『台灣山岳』には、「台灣の五岳」として新高山、次高山、南湖大山、大覇尖山、大武山が紹介された。1966年5月に日本の「五岳」を基にして「五岳クラブ」が設立された。現在の「五岳」は台北市山岳会の「五嶽三尖促進会」により選定され、大覇尖山は「三尖」へと移り、「秀姑巒山」が新たに「五岳」に追加された。

### 三尖

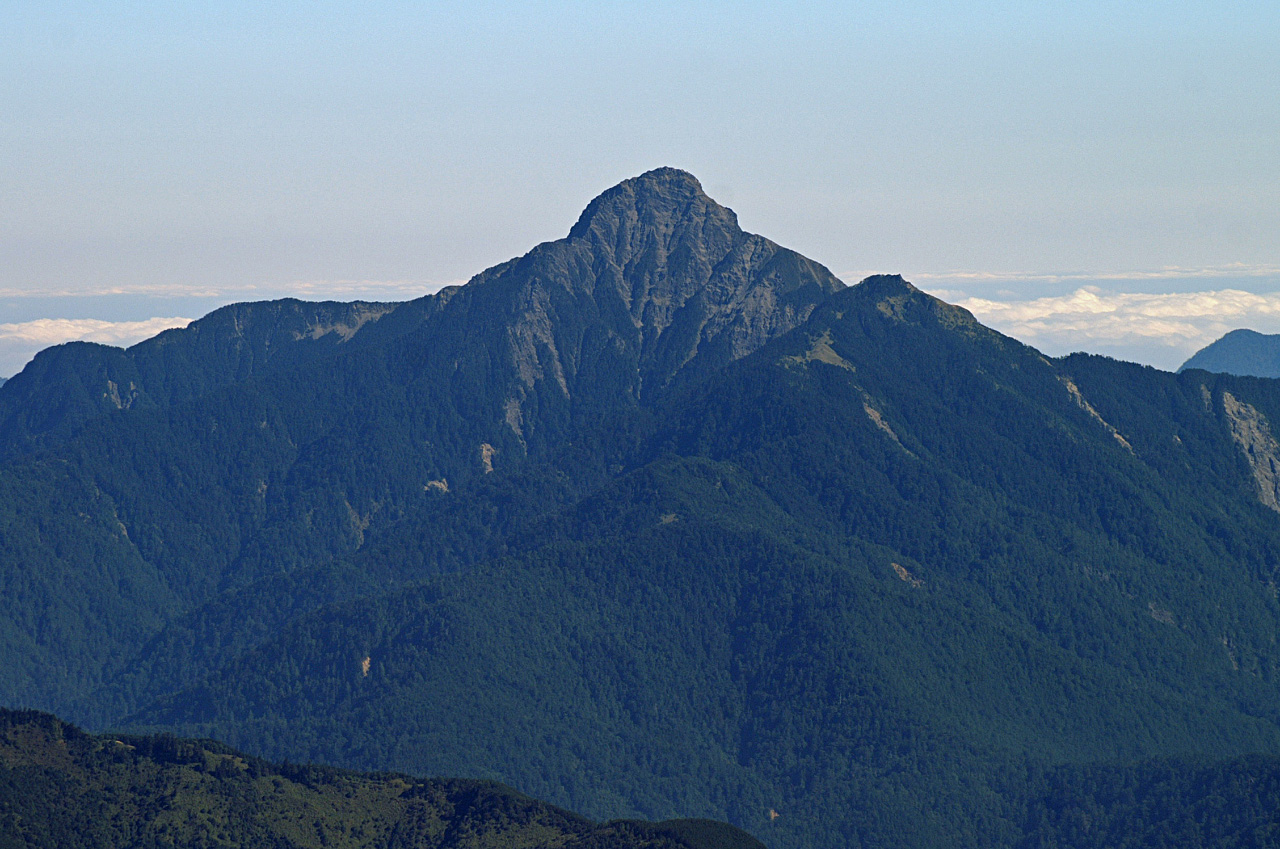
中央尖山

「尖山」という名前の付いた3山で、急峻で尖った山容をした高山が特徴的である。
- 中央尖山：3,705 m、ピラミッドに似た山容は「寶島第一尖」と評される。
- 大覇尖山：3,492 m、雪山山脈の聖稜線の北端に位置する。「世紀奇峰」と称される。
- 達芬尖山：3,208 m、中央山脈の主稜線に位置する。「三尖」で最も低い。

### 一奇
「一怪」とも呼ばれ、奇萊北峰のみである。
- 奇萊北峰：3,607 m、急峻な山容で、登頂は容易ではない。「黑色奇萊」とも称される。

### 十峻

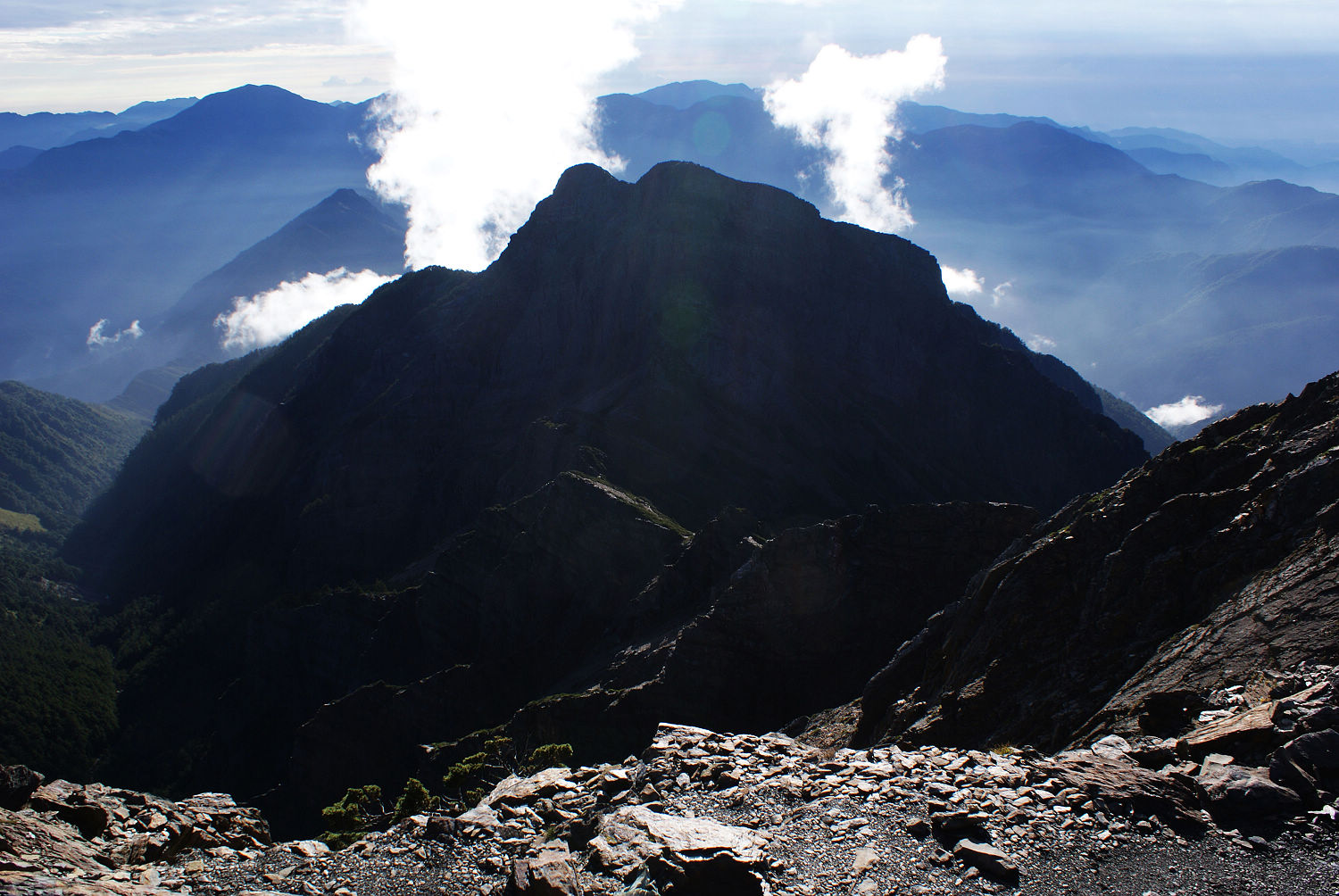
玉山東峰

「五岳三尖」以外で、断崖絶壁などの嶮峻な山などの10山。
- 玉山東峰：玉山主峰の東側に位置する。「天壘峰」と称される。
- 玉山南峰：玉山主峰の南側に位置する。「天龍峰」と称される。
- 馬博拉斯山：秀姑巒山の北隣に位置するが、山容の雄大さは引けを取らない。
- 関山：ピラミッドのような山容が特徴で、「南臺首岳」とも称される。
- 奇萊北峰：「一奇」に選ばれているが「五岳三尖」には含まれていないため、「十峻」に加えられた。
- 大剣山：雪山主峰南西部に位置し、威風堂々とした山容をしている。
- 品田山：「武陵四秀」の最高峰。大覇尖山と対峙する。
- 無明山：北二段の山で、南側は無明断崖、北側には鬼門關断崖を持つ。
- 能高南峰：能高山主峰の南東部に位置し、威圧的な山容である。
- 新康山：三叉山の東稜に位置し、尖った山容は「東台一覇」と称される。

### 四秀

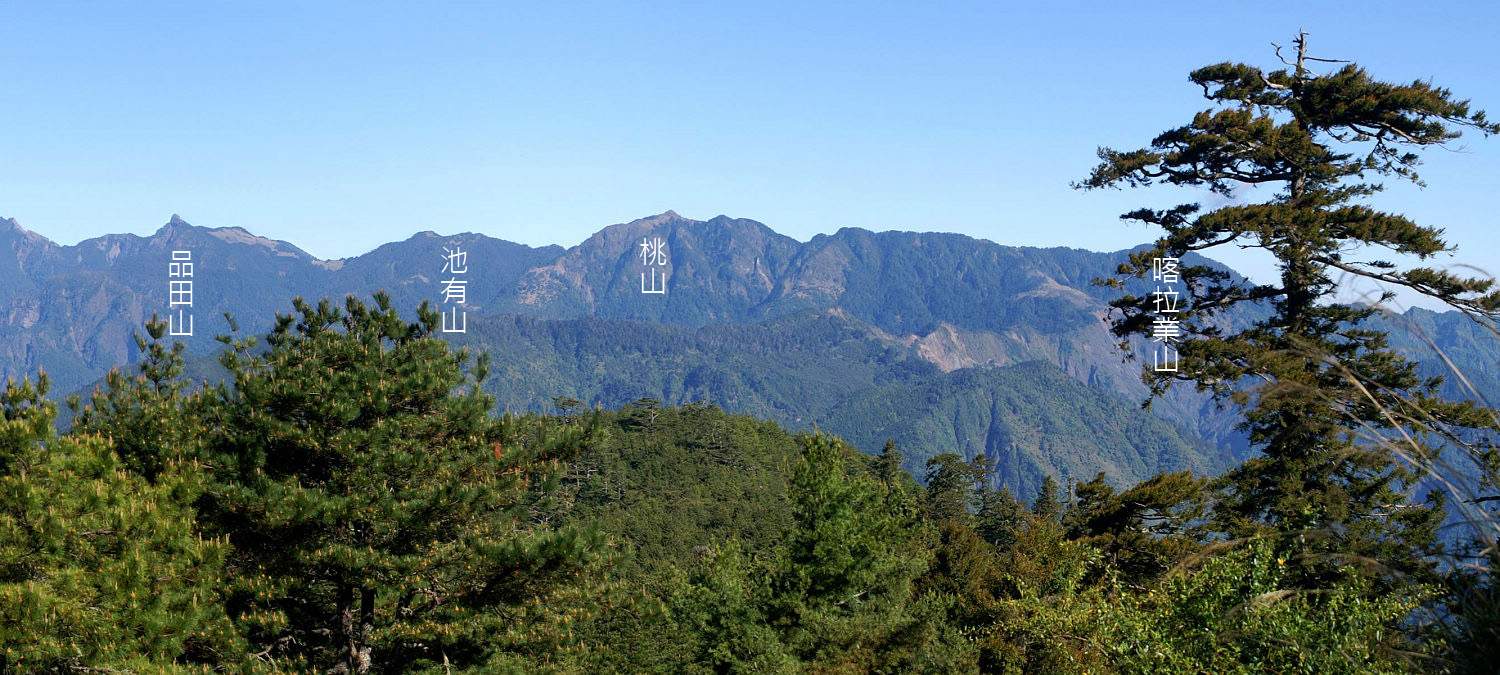
武陵四秀の山々

「武陵四秀」「武陵四峰」とも呼ばれている。武陵農場に近く、4峰が連なっていることからこの名が付いた。
- 品田山：3,524 m、「品田断崖」などの褶曲の断崖地形を持つ。
- 池有山：3,303 m、山名の通り付近には池が複数存在する。
- 桃山：3,325 m、山頂が桃の尖った形に似ていることからこの名が付いた。
- 喀拉業山：3,133 m、山頂はあまり目立たない。タイヤル語の山名が由来。

邢天正が最初に計画した「四秀」は喀拉業山、詩崙山、桃山、池有山で、品田山は「十峻」に含まれたが、その後、品田山は「四秀」に加えられ、台湾百岳に入っていない詩崙山は除外された。

### 八秀

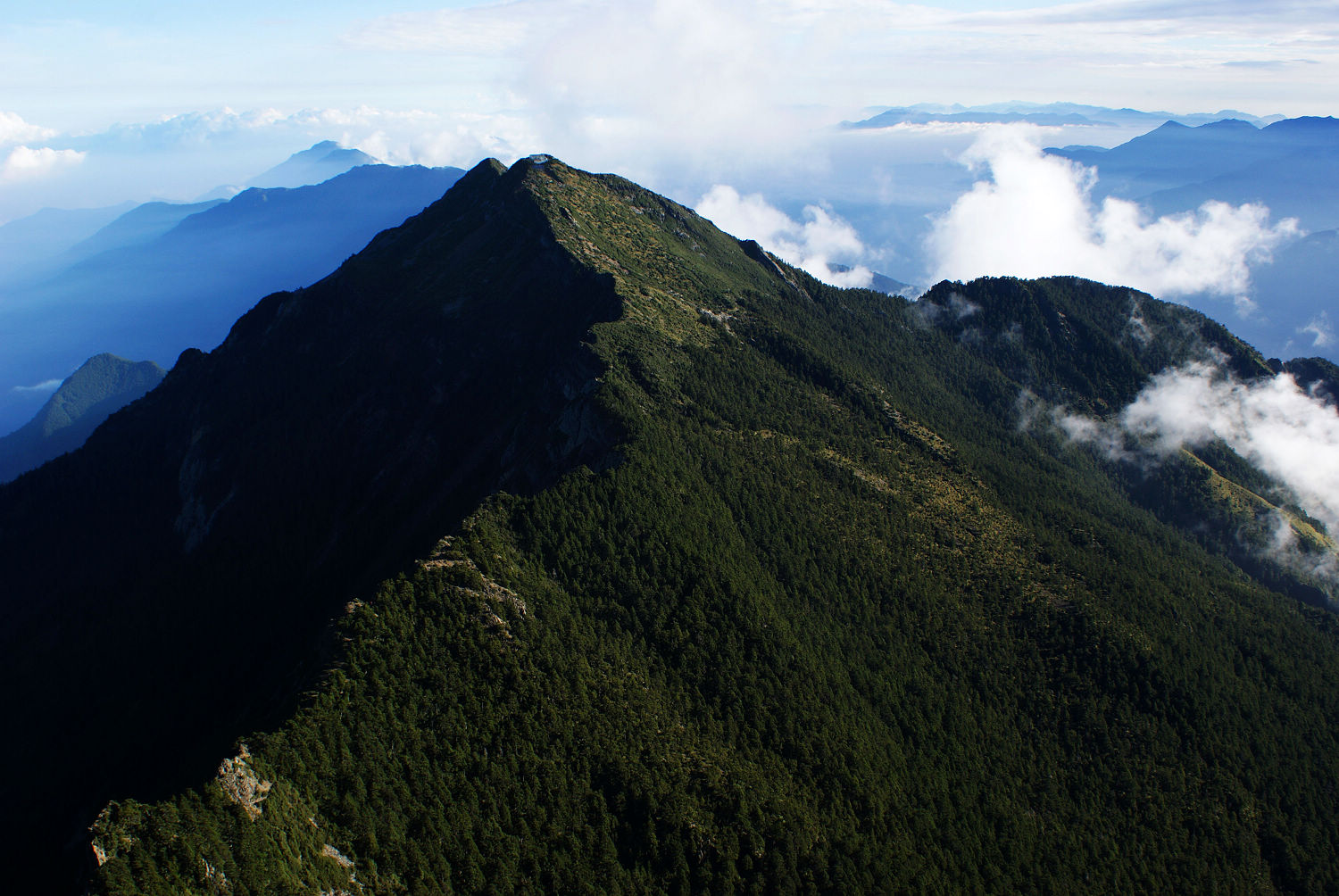
玉山北峰

山容が秀麗で、斜度が緩やかな8山が選ばれた。
- 玉山北峰
- 向陽山
- 東巒大山
- 志佳陽大山
- 桃山
- 郡大山
- 鈴鳴山
- 閂山

### 十崇

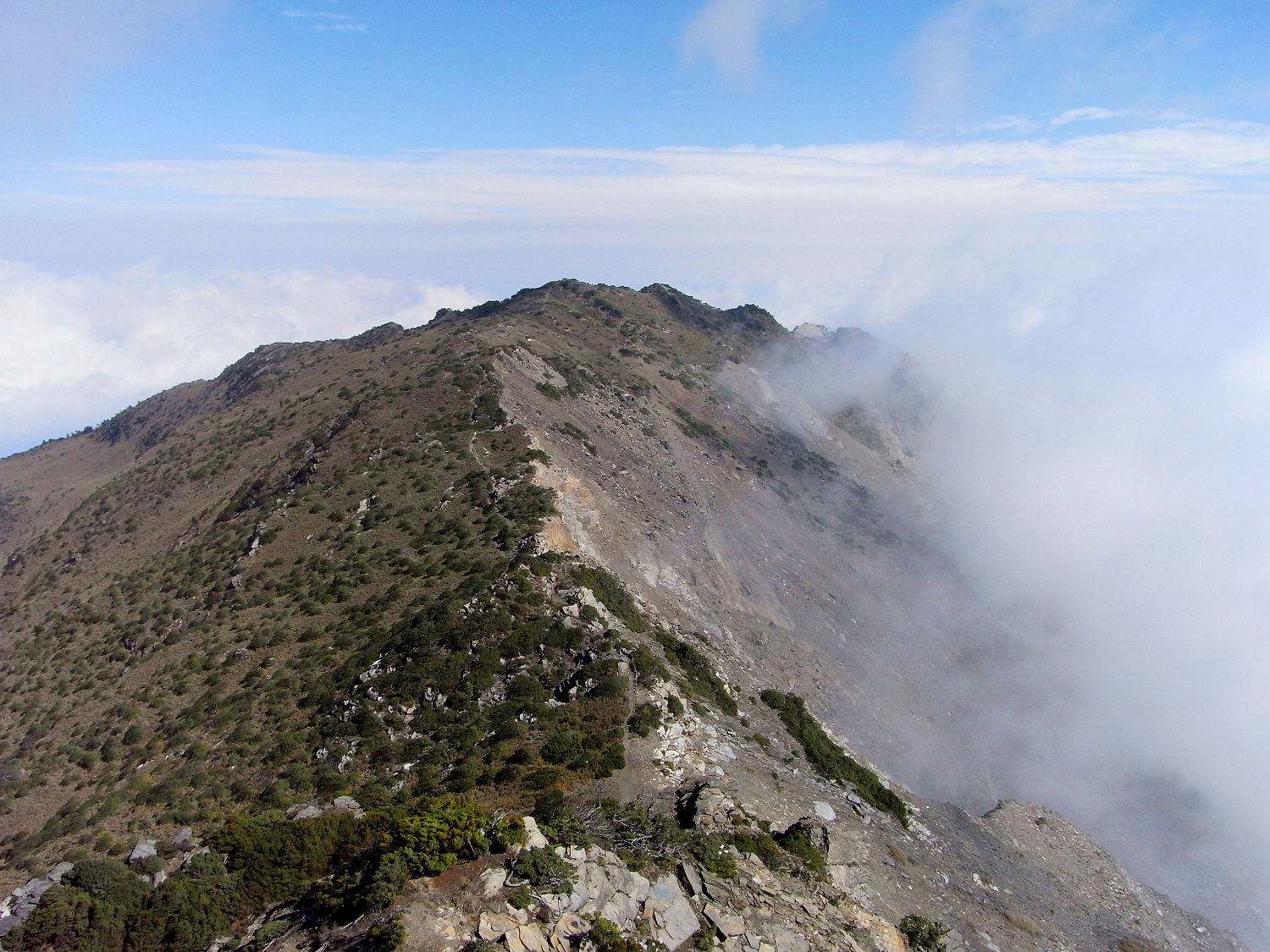
南湖北山

山体や起伏が大きく、頂上が広々とした10山。
- 南湖北山
- 大雪山
- 三叉山
- 東郡大山
- 馬西山
- 合歓山北峰
- 奇萊南峰
- 卑南主山
- 太魯閣大山
- 内嶺爾山

### 三高

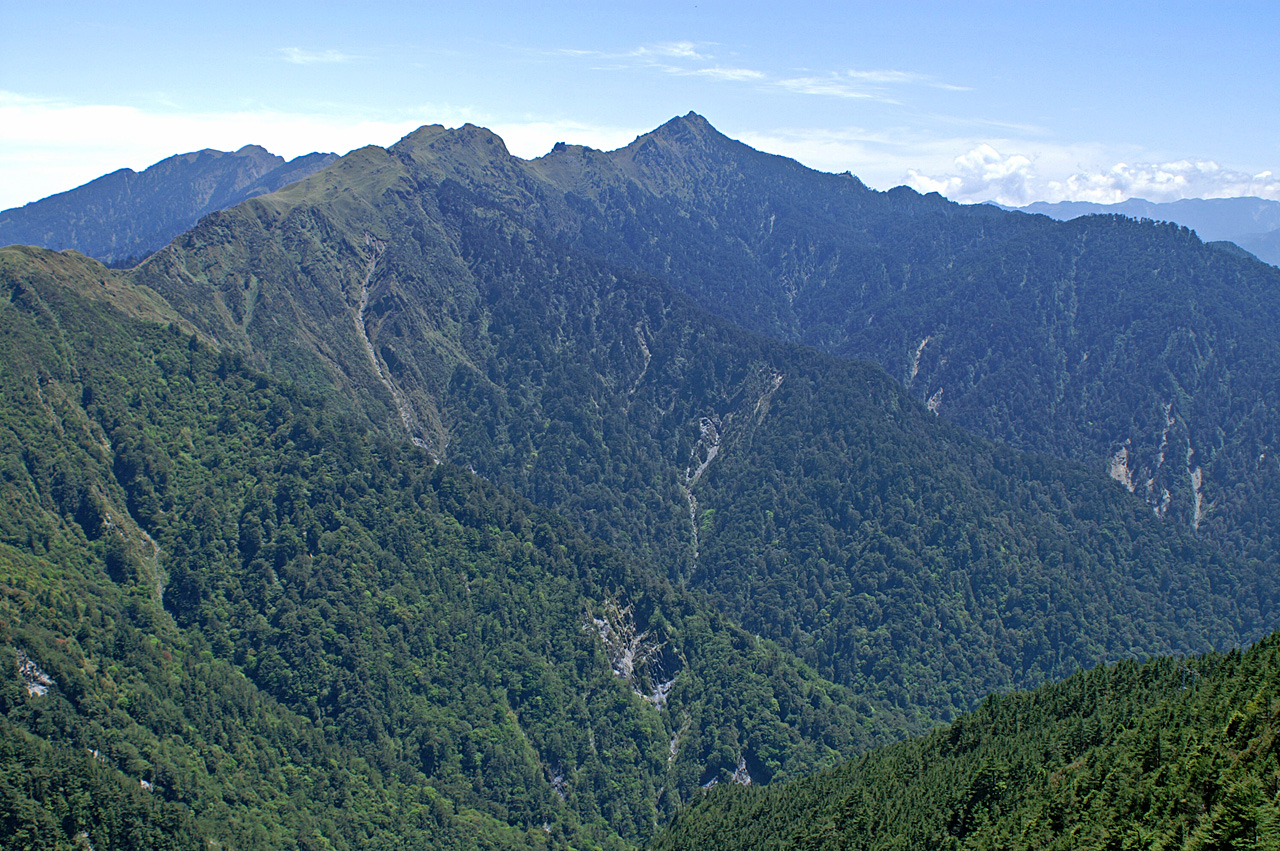
能高山

日本統治時代に、「高」の名前を冠した3山。能高山以外は現在はほとんど使われていない。
- 新高山（玉山）
- 次高山（雪山）
- 能高山（この山名は現在も使われている。）

### 四辣
登山口が中横公路にある高山の4山。大きい高低差などで登頂が容易でないことから「辣（らつ）」の漢字が使われた。
- 羊頭山（「小辣」）
- 畢禄山（「中辣」）
- 屏風山（「大辣」または「超辣」）
- 白姑大山（「特辣」）

### 三星
南横公路沿いに位置する3山。
- 庫哈諾辛山
- 塔関山
- 関山嶺山

## 台湾百岳外も含んだ他の選定
一部は台湾百岳に選ばれていない。太字は台湾百岳に含まれている山である。

### 六肩稜
三角点と山名があり、肩が平坦で山頂が突き出た丘のような山。
- 審馬陣山
- 喀拉業山
- 加利山
- 駒盆山
- 鹿山
- 望郷山

### 六易
山容は緩やかで、登山の最中に立ち寄るのが容易な山。
- 池有山
- 伊澤山
- 雪山西峰
- 牧山
- 玉山前峰
- 馬路巴拉讓山

### 七峭
山容や勾配が険しく、崖地形も多い山。
- 巴紗拉雲山
- 卡羅樓山
- 櫧山
- 塔関山
- 義西請馬至山
- 白石山
- 西巒大山

### 八痩
山脊が細長く、痩せ尾根や急坂、崖壁が多い山。
- 弓水山
- 畢禄山
- 本郷山
- 干卓萬山
- 小関山北峰
- 南華山
- 関山嶺山
- 羊頭山

### 八鋭
鋭く尖った山容で、急坂や崖が多い山。
- 北稜角
- 小覇尖山
- 八通関山
- 佳陽山
- 火石山
- 剣南尖山
- 轆々山
- 塔芬山

### 九嶂
山脊は緩やかで、垣のように横たわり、一際目立つのが特徴的な山。
- 丹大山
- 屏風山
- 無双山
- 東覇尖山
- 布拉克桑山
- 阿屘那來山
- 剣山
- 鋸山
- 穆特勒布山

### 九峨
高山で壮大な山容をしており、周囲の山々でも特に際立つ山。
- 雲峰
- 奇萊主山
- 頭鷹山
- 合歓山東峰
- 卓社大山
- 南双頭山
- 能高山
- 小関山
- 関門北山

### 九平
山頂が広く平坦で、巨岩や木もなく、浅い草などが優雅に広がる山。
- 玉山小南峰
- 馬利亞文路山
- 宇達佩山
- 南大水窟山
- 油婆蘭山
- 馬比杉山
- 六順山
- 光頭山
- 東小南山

### 九偏
場所が辺鄙な所で、主脈から離れた場所にあり、兼ねて登ることが難しい山。
- 拔托諾府山
- 可樂可樂安山
- 天南可蘭山
- 裡門山
- 黄當拡山
- 喀西帕南山
- 火山
- 庫哈諾辛山
- 磐石山

### 十巌
山頂が岩石で覆われた岩峰であり、登頂するには岩壁を登る必要がある山。
- 南湖大山東峰
- 中央尖山東峰
- 馬利加南山
- 南湖大山東南峰
- 南湖大山南峰
- 陶塞峰
- 中央尖山西峰
- 渓頭山
- 立霧主山
- 巴沙湾山

### 十翠
山が木々や竹などの緑に覆われた山。
- 甘木林山
- 翠池三岔山
- 雪山南峰
- 玉山西峰
- 中覇尖山
- 白姑大山
- 奇萊裡山
- 中雪山
- 志摩山
- 合歓山西峰

### 十潤
山勢は穏やかで、勾配も緩やかな山。
- 大水窟山
- 雪山北峰
- 合歓山
- 南玉山
- 布干山
- 海諾南山
- 盧利拉駱山
- 帕托魯山
- 安東軍山
- 雲水山

### 八小巒
主脈上に位置し、山頂や勾配は緩やかで、登頂が容易な山。
- 甘薯峰
- 巴々山
- 石門山
- 雪山東峰
- 耶巴奧山
- 新仙山
- 僕落西拡山
- 烏可冬克山